# Gail Sheehy

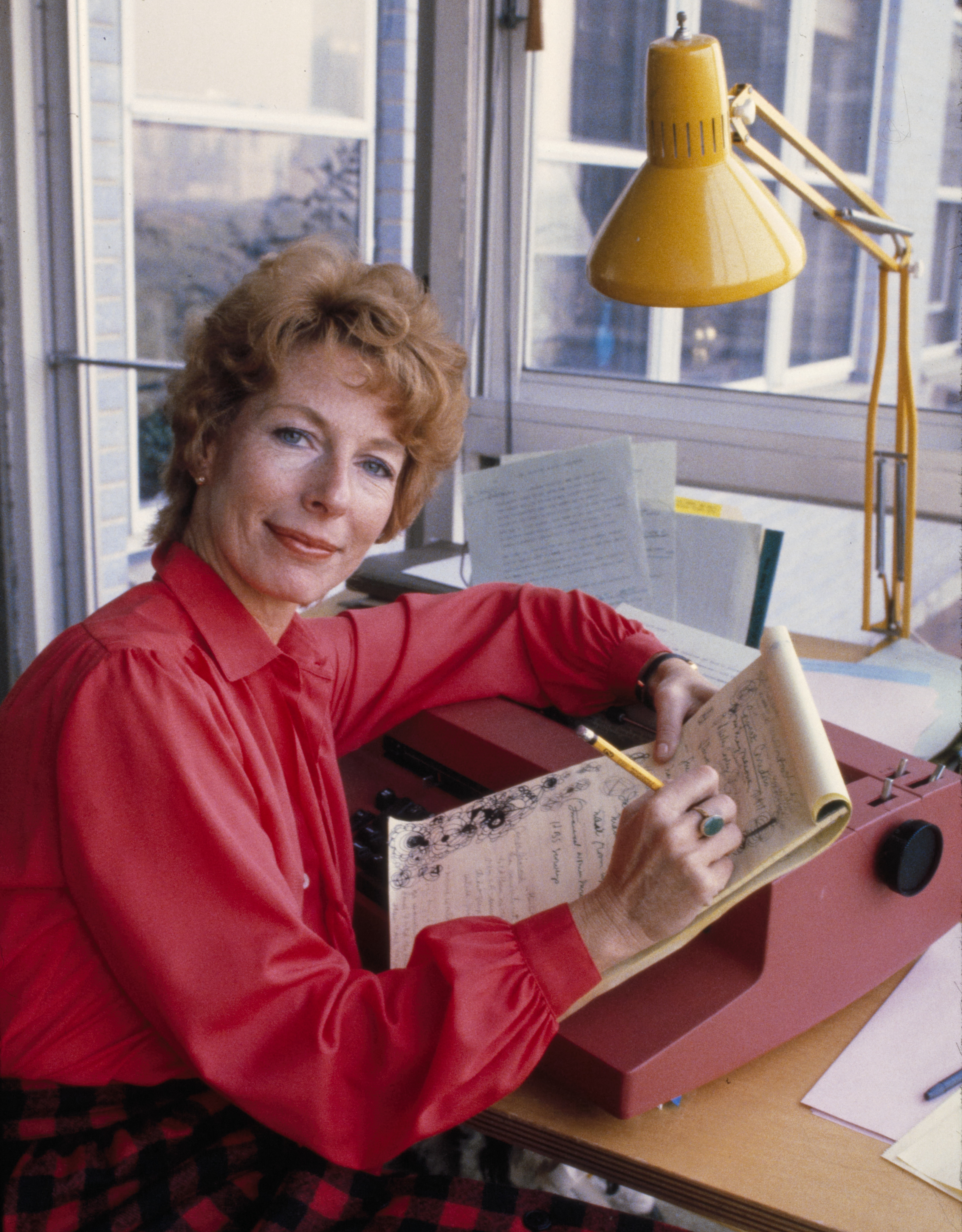
Gail Sheehy (1981), fotografiert von Bernard Gotfryd

Gail Sheehy (* 27. November 1936 in Mamaroneck, New York, als Gail Merritt Henion; † 24. August 2020 in Southampton, New York) war eine US-amerikanische Autorin und Journalistin.

## Leben
Gail Henion wurde Ende 1936 in Mamaroneck nördlich von New York City als Tochter eines Werbefachmannes und einer Hausfrau geboren. Sie machte an einer öffentlichen Schule ihren Schulabschluss und studierte anschließend Anglistik und Haushaltswissenschaft an der University of Vermont, wo sie 1958 mit einem Bachelor-Abschluss graduierte. Anschließend arbeitete sie als Verbrauchervertreterin für das Einzelhandelsunternehmen J. C. Penney, bevor sie 1960 Albert F. Sheehy heiratete und mit ihm nach Rochester zog, wo er Medizin studierte. Gail Sheehy selbst fand dort zunächst Anstellung als Verkäuferin in einer Niederlassung des Kaufhauses McCurdy’s, ehe sie eine Stelle als Modereporterin für die lokale Tageszeitung Democrat and Chronicle annahm. Nachdem das Ehepaar nach New York City umgezogen war, arbeitete sie als Reporterin für die women’s page des New York Herald Tribune, der damals als Vorreiter in Sachen New Journalism galt. Ermuntert durch den Redakteur Clay Felker (1925–2008), begann Sheehy bald, selbst Artikel in dem literarischen Reportagestil des New Journalism zu verfassen. Ihr Debüt gab sie mit einer Reportage über sexistische Praktiken bei Feiern von Männern in Manhattan.
Dank des Erfolgs ihrer ersten Reportage wurde Sheehy bald von der Frauenseite abgezogen und mit großen Reportagethemen beauftragt. Unter anderem zeichnete sie sich für ein Interview mit Robert F. Kennedy kurz vor dessen Ermordung verantwortlich und berichtete aus dem Belfast des Nordirlandkonflikts, wo sie nur knapp einem Schusswechsel entkam. Zwei Jahre nach der Einstellung des New York Herald Tribune 1966 wechselte sie Magazin zum New York, das von Clay Felker und dem Grafikdesigner Milton Glaser gegründet worden war. 1969/1970 studierte Sheehy mit einem Stipendium Anthropologie bei Margaret Mead an der Columbia University. Danach kehrte sie als Reporterin zum New York zurück und verfasste in den nächsten Jahren einige der einflussreichsten Reportagen des Magazins: Unter anderem schrieb sie 1971 investigativ einen Artikel über einen Straßenstrich in New York City; ein Jahr später enthüllte sie das bohemistische Leben von Edith Bouvier Beale und ihrer Mutter Edith Ewing Bouvier Beale, der Cousine und der Tante von Jacqueline Kennedy Onassis. Gerade ihre Straßenstrich-Reportage geriet jedoch in Kritik, da Sheehy einige Charaktere ihres Artikels frei erfunden hatte und ein entsprechender Hinweis von ihrem Redakteur Clay Felker herausgekürzt worden war. Dennoch ging aus der Reportage später auch ein Buch hervor. Später konzentrierte sich Sheehy auf Porträts bedeutender Persönlichkeiten, in denen sie versuchte, die Psychologie ihrer Subjekte zu analysieren. Entsprechende Artikel erschienen sowohl im New York als auch in der Vanity Fair.
Ab den 1970er Jahren publizierte Sheehy insgesamt siebzehn Bücher, darunter Biografien von Michail Gorbatschow und Hillary Clinton sowie anlässlich der US-Präsidentschaftswahl 1988 ein Buch mit Porträts von Amtsinhaber Ronald Reagan und aller bedeutenden Kandidaten für seine Nachfolge. Ihr Debüt gab sie jedoch 1970 mit einem Roman, während ein weiteres ihrer ersten Bücher die Abhängigkeit von Amphetamin behandelte, angeregt durch eine entsprechende Sucht ihrer Schwester. Ihr Fokus lag aber auf einer Reihe von populärpsychologischen Büchern, in denen sie den Umgang mit einschneidenden Veränderungen im Leben behandelte. Das bekannteste und erfolgreichste jener Werke war der Bestseller Passages (1976), der von der Library of Congress später als eines der zehn bedeutendsten zeitgenössischen Bücher gelistet wurde. Das Buch, das auch in der deutschen Übersetzung unter dem Titel In der Mitte des Lebens (1976) Erfolg hatte, drehte sich um das Thema Midlife-Crisis und war maßgeblich daran beteiligt, jenen Begriff im Sprachgebrauch zu etablieren. In anderen Büchern behielt sie dieses Leitthema bei, setzte aber den Schwerpunkt auf andere Lebensphasen: 1991 schrieb sie in The Silent Passage über die Menopause, 1995 detaillierte sie in New Passages lebensveränderte Möglichkeiten für Menschen über 50 und 1998 konzentrierte sie sich in einem weiteren Buch auf einschneidende Veränderungen im Leben von Männern. 2006 publizierte sie mit Sex and the Seasoned Woman ein Buch über die Sexualität älterer Frauen. 2010 schrieb sie in Passages in Caregiving über die lebensveränderten Effekte der Pflege eines Verwandten. Auch ihre Autobiografie Daring: My Passages (2014) richtete sie auf das Hauptthema ihres Schaffens aus. 2017 steuerte sie ein Kapitel zur Anthologie The Dangerous Case of Donald Trump bei, in dem diverse Psychologen vor der Gefahr von Donald Trumps Persönlichkeit warnten. Ein Buch über die Herausforderungen der Millennials blieb unvollendet.
Gail Sheehys Ehe mit Albert Sheehy endete 1968 in der Scheidung; aus der Beziehung ging eine Tochter hervor, die später von Gail Sheehy erzogen wurde. Einige Jahre begann sie eine zunächst sporadische romantische Beziehung mit ihrem Redakteur Clay Felker, die im Laufe der Zeit immer intensiver wurde und 1984 in der Eheschließung mündete. Gemeinsam zogen die beiden Sheehys Tochter aus erster Ehe sowie eine aus Kambodscha stammende Adoptivtochter groß, über deren Erfahrungen sie 1987 das Buch Spirit of Survival verfasste. Für das Buch wurde sie 1987 mit dem Anisfield-Wolf Book Award in der Kategorie „Nonfiction“ ausgezeichnet. In den letzten Jahren vor Felkers Tod 2008 pflegte Sheehy ihn allein; die Erfahrungen aus dieser Zeit waren eine wesentliche Inspiration für ihr Buch Passages in Caregiving. Einige Jahre später begann sie eine Beziehung mit dem Hochschullehrer und Redakteur Robert Emmett Ginna Jr. Sheehy starb im Sommer 2020 in einem Krankenhaus in Southampton auf Long Island unerwartet an den Folgen einer Lungenentzündung und hinterließ ihren Lebensgefährten, ihre zwei Töchter und drei Enkelkinder. Sie liegt in Sag Harbor neben ihrem zweiten Ehemann begraben.

## Veröffentlichungen
- Love Sounds: A Novel. Random House, New York 1970.
  - Love Sounds: Roman. Übersetzt von Gerhard Vorkamp. Kindler, München 1979. ISBN 3-463-00757-6. Neuaufgelegt unter dem Titel Am Ende aller Träume. Moewig, Rastatt 1984. ISBN 3-8118-2266-7.
- Speed Is of the Essence. Pocket Books, New York 1971. ISBN 0-671-77283-X.
- Panthermania: The Clash of Black Against Black in One American City. Harper & Row, New York 1971. ISBN 0-06-013842-4.
- Hustling: Prostitution in Our Wide Open Society. Delacorte Press, New York 1973.
- Passages: Predictable Crises of Adult Life. Dutton, New York 1976. ISBN 0-553-27106-7.
  - In der Mitte des Lebens: Die Bewältigung vorhersehbarer Krisen. Übersetzt von Edwin Ortmann. Kindler, München 1976. ISBN 3-463-00682-0.
- Pathfinders: Overcoming the Crises of Adult Life and Finding Your Own Path to Well-Being. William Morrow, New York 1981.
  - Neue Wege wagen: Ungewöhnliche Lösungen für gewöhnliche Krisen. Kindler, München 1982. ISBN 3-463-00841-6.
- Spirit of Survival. William Morrow, New York 1986. ISBN 0-688-05878-7.
  - Mom: Heimkehr in ein fremdes Land. Übersetzt von Gertrud Theiss. Droemer Knaur, München 1987. ISBN 3-426-26296-7.
- Character: America’s Search for Leadership. William Morrow, New York 1988. ISBN 0-688-08072-3.
- The Man Who Changed the World: The Lives of Mikhail S. Gorbachev. HarperCollins, New York 1990. ISBN 0-06-016547-2.
  - Gorbatschow: Der Mann, der die Welt veränderte. Übersetzt von Bernhard Schmid. List, München / Leipzig 1991. ISBN 3-471-78635-X.
- The Silent Passage: Menopause. Random Houe, New York 1991. ISBN 0-679-41388-X.
  - Wechseljahre, na und? Übersetzt von Hanne Gebhard und Christine Gebhard-Kochs. List, München / Leipzig 1993. ISBN 3-471-78643-0.
- New Passages: Mapping Your Life Across Time. Random House, New York 1995. ISBN 0-394-58913-0.
  - Die neuen Lebensphasen: Wie man aus jedem Alter das Beste machen kann. Übersetzt von Dirk Muelder. List, München 1996. ISBN 3-471-78651-1.
- Understanding Men’s Passages: Discovering the New Map of Men’s Lives. Random House, New York 1998. ISBN 0-679-45273-7.
- Hillary’s Choice. Random House, New York 1999. ISBN 0-375-50344-7.
  - Hillary. Übersetzt von Helmut Dierlamm und Renate Weitbrecht. Rowohlt, Reinbek 2000. ISBN 3-498-06341-3.
- Middletown, America: One Town’s Passage from Trauma to Hope. Random House, New York 2003. ISBN 0-375-50862-7.
- Sex and the Seasoned Woman: Pursuing the Passionate Life. Random House, New York 2006. ISBN 978-1-4000-6263-8.
  - Sex und Frauen über 50: Noch einmal leidenschaftlich leben. Übersetzt von Ulrike Bischoff. Pendo, München 2007. ISBN 3-86612-118-0.
- Passages in Caregiving: Turning Chaos into Confidence. William Morrow, New York 2010. ISBN 978-0-06-166120-4.
- Daring: My Passages: A Memoir. William Morrow, New York 2014. ISBN 978-0-06-229169-1.